# 木栓质
木栓质（亦称为软木脂或木栓素）是一种存在于植物中的亲脂性复合聚酯生物聚合物。它由长链脂肪酸（称为木栓质酸）和甘油组成。木栓质与角质和木质素相互连接，在高等植物的表皮和周皮细胞壁中形成保护屏障。木栓质和木质素分别与脂质和碳水化合物共价连接。木质素也与木栓质共价连接，并与角质以较小的程度共价连接，从而构成复杂的大分子基质。
木栓质是木栓的主要组分，此命名是根据栓皮栎而来的。